# 諏訪満隣
諏訪 満隣（すわ みつちか）は、戦国時代の武将。信濃国諏訪氏の一族。『諏訪系譜』によれば、通称は新太郎・官途名は伊豆守・号は竺渓斎。

## 略歴
天文11年（1542年）7月2日に甲斐国の武田晴信（信玄）が高遠頼継・禰宜太夫（ねぎだゆう）の矢島満清とともに諏訪氏当主・諏訪頼重の本拠である上原城（長野県茅野市上原）を攻めると、満隣は頼重を助けた。頼重は桑原城（諏訪市四賀桑原）へ敗走するが、7月4日に武田方へ降伏する。『高白斎記』『守矢頼真書留』によれば、頼重は武田氏の本拠である甲府へ護送されると、7月21日に東光寺（山梨県甲府市東光寺）で自害した。
頼重の没後、高遠頼継と矢島満清は諏訪郡と諏訪大社上社（諏訪市中洲）大祝の地位を望み、武田氏に対して反乱を起こした。満隣は頼重の遺児である千代宮丸（寅王丸）を擁立して対抗した。『高白斎記』『守矢頼真書留』によれば、9月25日に満隣は武田勢とともに宮川橋の戦いにおいて高遠頼継を撃破する。この頃、満隣は出家する。『高白斎記』によれば、9月26日に満隣は神長官の守矢頼真や弟の諏訪満隆とともに武田氏の案内役を務め、伊那郡福与城（上伊那郡箕輪町）主の藤沢頼親を攻め、これを降伏させた。これ以降の動向は不明だが、諏訪氏の系譜に従うと織田信長による武田征伐による武田家滅亡後の天正10年（1582年）10月に卒。
満隣子息のうち、諏訪頼豊は有力社家衆として諏訪衆を統括し、諏訪頼辰も武田家に仕えている。頼豊・頼辰・頼清は天正10年（1582年）3月の信長による武田氏滅亡に際して戦死し、本能寺の変の信長没後の天正壬午の乱において諏訪頼忠が諏訪氏を再興して、近世には諏訪高島藩主となる。